# Y Dios creó a la mujer
Y Dios creó a la mujer (en francés: Et Dieu… créa la femme) es una coproducción franco-italiana de 1956, escrita y dirigida por Roger Vadim y protagonizada por Brigitte Bardot, Curd Jürgens, Jean-Louis Trintignant y Christian Marquand en los papeles principales.
Fue un éxito de taquilla en Estados Unidos en 1957, que lanzó al estrellato internacional a Brigitte Bardot, convirtiéndola en un símbolo sexual, causando polémica entre grupos religiosos, que la condenaron.

## Argumento
Juliette Hardy (Brigitte Bardot) es una bella y sensual muchacha que vive con sus tutores legales en Saint-Tropez (Francia) y que suele atraer a los hombres de ciudad por su actitud desinhibida. Un día conoce a Éric Carradine (Curt Jurgens), un empresario que quiere comprar un pequeño astillero donde vive la modesta familia Tardieu para construir un hotel, y este se queda prendado de la joven. Pero ella está enamorada de Antoine Tardieu (Christian Marquand), el hermano mayor de la familia que vive en el astillero que quiere comprar el empresario. Todo se complica cuando los tutores legales de la chica descubren qué provoca la belleza de la chica en el lugar y quieren devolverla al orfanato: entonces Michel (Jean-Louis Trintignant), hermano de Antoine, le propone matrimonio para evitar su marcha de Saint-Tropez. Tres hombres obsesionados por una misma mujer que harán todo lo posible por conseguirla...

## Reparto
- Brigitte Bardot: Juliette Hardy
- Curd Jürgens: Éric Carradine
- Jean-Louis Trintignant: Michel Tardieu
- Christian Marquand: Antoine Tardieu
- Georges Poujouly: Christian Tardieu
- Jane Marken: Señora Morin
- Paul Faivre: Señor Morin
- Isabelle Corey: Lucienne
- Jean Tissier:  Marcel Vigier-Lefranc
- Marie Glory: Señora Tardieu
- Jacqueline Ventura: Señora Vigier-Lefranc
- Jacques Ciron: Roger
- Jany Mourey: Representante del Orfanatorio
- Jean Lefebvre: Danzante en el bar
- Philippe Grenier: Perri
- Léopoldo Francès: Danzante en el bar
- Jean Toscano: René
- Roger Vadim: Amigo de Antoine en el coche
- Raoul J. Lévy: Jugador en el casino
- Lucien Callamand: Turista